# Конвой №7081
Конвой № 7081 — японський конвой часів Другої світової війни, проведення якого відбувалось у жовтні 1943-го.
Вихідним пунктом конвою був атол Трук у центральній частині Каролінських островів, де до лютого 1944-го була головна база японського ВМФ у Океанії та транспортний хаб, що забезпечував постачання Рабаула (головна передова база в архіпелазі Бісмарка, з якої провадились операції на Соломонових островах та сході Нової Гвінеї) та Східної Мікронезії. Пунктом призначення став інший важливий транспортний хаб Палау на заході Каролінських островів, через який, зокрема, міг відбуватись зв'язок із нафтовидобувними регіонами Індонезії.
До складу конвою увійшли танкер «Сінсу-Мару» (Shinshu Maru) і транспорт «Кеншо-Мару», тоді як охорону забезпечував мисливець за підводними човнами CH-33.
Загін вийшов із бази 8 жовтня 1943-го. На підходах до Труку та Палау традиційно діяли американські підводні човни, втім, цього разу перехід пройшов без інцидентів і 13 жовтня конвой № 7081 успішно прибув на Палау.
Можливо також відзначити, що далі «Кеншо-Мару» вирушить з конвоєм до Японії, тоді як «Сінсу-Мару» пройде до Південно-Східної Азії і в листопаді повернеться з нафтовидобувного регіону в конвої № 2611.